# 指原莉乃
指原 莉乃（さしはら りの、1992年〈平成4年〉11月21日 - ）は、日本のタレント、プロデューサー、作詞家、司会者、コメンテーター、YouTuber。
女性アイドルグループ『=LOVE』『≠ME』『≒JOY』のプロデューサーを務め、また、カラコンやコスメのプロデュースもしている。女性アイドルグループAKB48およびHKT48、STU48の元メンバーであり、2013年4月以降、HKT48劇場支配人を兼務していた。AKB48の派生ユニットNot yetのメンバーである。
大分県大分市出身。太田プロダクション所属。

## 来歴

### AKB48、HKT48、STU48時代
2007年、AKB48 第二回研究生（5期生）オーディションに合格し、芸能プロダクション会社AKSの所属タレントとなる。
2008年3月1日にチームB 3rd Stage「パジャマドライブ」公演で、バックダンサーとして初舞台を踏んだ。8月2日に正規メンバーに昇格し、チームBへ正式に加入した。10月22日にリリースされた「大声ダイヤモンド」で初めて選抜メンバー入り。
2009年2月8日から開催されたチームB 4th Stage「アイドルの夜明け」公演では、ユニット曲「愛しきナターシャ」のメンバーである片山陽加、田名部生来と3人でユニット名「チーム狩人。」とし、指原は「ドリアン指原」と名乗り活動した。6月から7月にかけて実施された『AKB48 13thシングル 選抜総選挙』では27位でアンダーガールズ入り。8月23日に開催された『読売新聞創刊135周年記念コンサート AKB104選抜メンバー組閣祭り』の夜公演において、10月よりチームAへの異動が発表された。
2010年3月25日に行われた『AKB48 満席祭り希望 賛否両論』の夜公演において、太田プロダクションから移籍の打診があったことが発表され、当時所属していたAKSから移籍した。4月30日、指原莉乃オフィシャルブログ「指原クオリティー」を開始した。5月から6月にかけて実施された『AKB48 17thシングル 選抜総選挙』では19位で総選挙初の選抜入り。「涙サプライズ!」以来の選抜に復帰した。8月28日、指原本人には知らされずに「ヘビーローテーション」のテレビコマーシャルに挿入する形で、「指原莉乃 改め さしこ」という改名の告知が行われた。『24時間テレビ 「愛は地球を救う」』出演中の名札も「さしこ」名義のもので、AKB48公式プロフィールおよび太田プロダクション公式プロフィールも「さしこ」に変更された。しかし、翌29日に改名は冗談であり、単に企画であると発表された。名札、プロフィールを変更するまでの徹底ぶりや本人のブログ記事 などを受け、インターネットニュースなどでは実際に「さしこに改名する」という報道がなされた。28日に指原は戸惑っていたが、翌29日にブログで経緯について説明した。9月から10月にかけて『めちゃ×2イケてるッ!』の新メンバーオーディションにAKB48を代表して参加するも、3次審査で落選した。10月13日発売の『月刊ヤングマガジン』（講談社）2010年11月号より、指原を主人公にした4コマ漫画「うざりの」 が連載開始。12月3日放送の『週刊AKB』で、12月4日午前0時から24時間以内にブログ更新100回に挑戦しアメーバブログランキング1位を目指すことが発表され、12月4日23時55分に目標の100回更新を達成し、翌12月5日更新のアメーバブログランキングでは当日のアクセス数3500万ページビューを達成し歴代1位となった。
2011年1月12日（1月11日深夜）、AKB48メンバー初の単独冠番組『さしこのくせに〜この番組はAKBとは全く関係ありません〜』がTBSと大分放送で放送が開始された。1月21日に開催された『AKB48 リクエストアワーセットリストベスト100 2011』において、大島優子・北原里英・横山由依と4人で新ユニット「Not yet」を結成し、3月16日に「週末Not yet」でデビューした。5月20日、再び『週刊AKB』の企画で前回の倍となるブログ更新200回に挑戦。同日午前9時よりチャレンジを開始し、翌21日午前8時53分に200回更新を達成した。200記事目には2万件以上ものコメントが寄せられ、また20日から21日にかけてのアクセス数は9100万ページビュー超、記事についたコメント数は81万件超となり、当時のAmebaにおける史上最大の記録となった。ギネス世界記録が「24時間での個人ブログへの最多コメント」に認定した。5月から6月にかけて実施された『AKB48 22ndシングル選抜総選挙「今年もガチです」』では9位で、メディア選抜に選ばれる。10月5日より『笑っていいとも!』の水曜日レギュラーに加入した。2012年4月以降は月曜日レギュラーに移り、2014年3月31日の同番組最終回まで出演した。
2012年1月8日に幕張メッセにて開催された「上からマリコ」劇場盤発売記念大握手会において、avex traxから、自身が主演するドラマ『ミューズの鏡』の主題歌でソロデビューすることが発表された。2月22日、ファッションブランド「サマンサタバサ」のイメージモデルである「サマンサミューズ」に加わることを発表した。4月18日、大分市観光大使に就任した。5月2日、ソロデビューシングル「それでも好きだよ」を発売し、オリコンデイリー1位を獲得した。5月4日の18時から24時間以内にGoogle+へ300回投稿することが、当日の読売新聞朝刊の全面広告、当日の朝のGoogle+投稿、当日放送の『週刊AKB』によって発表され、5月5日17時3分に300回投稿を達成した。5月から6月にかけて実施された『AKB48 27thシングル 選抜総選挙』では4位に入り、選抜メンバーに選ばれる。6月16日（6月15日深夜）放送の『AKB48のオールナイトニッポン』において、『週刊文春』（2012年6月21日号）によって過去に元ファンの男性と交際していたと報道されたことに関して、事実でないことも記載されていると語ったが、その男性が友人であったことは認め、ファンや関係者に向けて謝罪した。プロデューサーの秋元康は、明日からHKT48に移籍するように命じた。6月25日、自身がプロデュースするアイドルイベント『指原莉乃プロデュース 第一回ゆび祭り〜アイドル臨時総会〜』を日本武道館で開催した。7月5日、HKT48劇場で開催された『チームH 1st Stage「手をつなぎながら」』公演にHKT48として初出演し、公演中にチームHに所属することも発表された。7月22日、『FNS27時間テレビ 笑っていいとも!真夏の超団結特大号!!徹夜でがんばっちゃってもいいかな?』で、「指原たった1人の残念ライヴ」を開催したが、途中でドッキリ企画としてAKB48からかつて指原の所属したチームA・チームBのメンバーと笑福亭鶴瓶扮するツタンカーメンを模した「ツルベカーメン」が登場した。7月23日、チームAメンバーとしてAKB48劇場での最後の公演となる、特別公演『指原莉乃 壮行会』が開催された。8月12日、AKB48劇場で開催された「HKT48チームH出張公演/AKB48劇場『手をつなぎながら』公演」に出演し、壮行会から約3週間でAKB48劇場のステージに立つことになった。10月17日、2ndソロシングル「意気地なしマスカレード」を「指原莉乃 with アンリレ」名義で発売し、オリコン週間1位を獲得した。
2013年4月28日、日本武道館で開催された『AKB48グループ臨時総会 〜白黒つけようじゃないか!〜』最終日の夜公演にて、HKT48劇場支配人を兼任することが発表された。メンバーと劇場支配人を兼任するのはグループ史上初である。これによりHKT48劇場支配人は尾崎充との二人体制となった。5月から6月にかけて実施された『AKB48 32ndシングル 選抜総選挙』では当時の最高獲得票数 150,570票で1位を獲得し、初のセンターポジションに就くこととなった。AKB48の姉妹グループに所属するメンバーが総選挙で1位を獲得するのは初めてである。地元の大分市に帰郷した際には当時の市長の釘宮磐に称賛された。5月12日、秋元康からのメールで、SKE48終身名誉研究生松村香織のソロデビューをプロデュースし「曲を決めて、アレンジを発注して、指原が歌詞を書く」よう指示されたことが、同日深夜に放送された『AKB映像センター』で発表された。8月16日、『AKB48・2013真夏のドームツアー』ナゴヤドーム公演初日に、予算1万円のためハットからブーツまで『AKB48新聞』で作られた衣装を着た松村によって、指原プロデュース曲「マツムラブ!」が披露された。11月8日、ベストスマイル・オブ・ザ・イヤー2013において、「最も笑顔が輝いた著名人」に山本裕典とともに選出された。
2014年1月11日より行われていたHKT48のコンサートツアー『HKT48 九州7県ツアー 〜可愛い子には旅をさせよ〜』で、セットリストの考案を担当した。1月29日、雑誌『VoCE』により、 「2013年もっともビューティな人」THE BEST BEAUTY OF THE YEARに選ばれた。5月30日、自身が主演する映画『薔薇色のブー子』が公開。ロック・シンガーの内田裕也が1985年以来のシングル盤として同年6月12日に発売する同映画の主題歌「シェキナベイベー」（エイベックス）に、内田とデュエット歌唱する形で参加した。5月から6月にかけて実施された『AKB48 37thシングル 選抜総選挙』では2位となる。
2015年5月13日、2012年より3年間務めた大分市観光大使に再任（任期3年）。5月から6月にかけて実施された『AKB48 41stシングル 選抜総選挙』では最高獲得票数 194,049票を獲得し、2年ぶりに1位（通算2回目）となる。6月27日、28日に横浜アリーナで開催された『HKT48全国ツアー 〜全国統一終わっとらんけん〜 ツアーファイナル』において総選挙で公約した水着で公演に出ることを2日間3公演で実行した。また、28日の夜公演では、2016年1月29日公開の『DOCUMENTARY of HKT48』の監督を務めることが公表された。
2016年6月18日、『AKB48 45thシングル 選抜総選挙』で24万3011票を獲得し、AKB48の選抜総選挙では史上初となる2連覇（通算3回目）を達成した。8月30日、『BEAUTY WEEK AWARD 2016』のツヤツヤロング部門賞を受賞した。11月20日、自身の24歳の誕生日の前日にグランドプリンスホテル新高輪でAKB48グループメンバーでは初となるソロディナーショーを開催した。12月31日、第67回NHK紅白歌合戦の番組企画として行われた「AKB48 夢の紅白選抜」では2位となった。
2017年1月30日、2017年夏にCDデビュー予定の声優アイドルのプロデュースをすることが発表され、同日正午よりオーディションの応募受付が開始された。4月29日に合格者がお披露目され、同グループ名は「=LOVE（イコールラブ）」となることが発表された。2月23日（2月22日深夜）放送の『AKB48のオールナイトニッポン』において、STU48の劇場支配人に任命されたこと、メンバーとしてHKT48と兼任することを電話出演で発表した。6月17日、『AKB48 49thシングル 選抜総選挙』で24万6376票を獲得し、AKB48の選抜総選挙では史上初となる3連覇（通算4回目）を達成した。11月25日、『瀬戸内7県ツアー 〜はじめまして、STU48です。〜』広島公演においてSTU48との兼任解除と同劇場支配人兼務を終了することを発表した。12月24日（12月23日深夜）放送の『ラストアイドル』（テレビ朝日）において、ラストアイドルファミリー5ユニットによる2ndシングル表題曲バトルのプロデュースを織田哲郎、小室哲哉、つんく♂、秋元康とともに担当することを発表した。
2018年1月14日（1月13日深夜）放送の『ラストアイドル』において、指原がプロデュースを担当するグループが「Someday Somewhere」に決定した。1月18日、TOKYO DOME CITY HALLで自身初のソロコンサート『指原莉乃ソロコンサート〜アイドルとは何か?〜』を開催した。3月7日、自身のツイッターで、「ICL」と呼ばれる視力矯正手術を受けたことを公表した。12月15日、TOKYO DOME CITY HALLで行われたHKT48の単独コンサートで、グループからの卒業を発表した。
2019年2月24日、プロデュースしたアイドルグループ「≠ME」がお披露目された。4月28日、横浜スタジアムで『指原莉乃 卒業コンサート 〜さよなら、指原莉乃〜』を開催し、同日をもってHKT48を卒業した。

### 卒業後
2019年5月28日、マリンメッセ福岡で「指原莉乃大感謝祭」を開催した。
2020年7月14日、令和2年7月豪雨で甚大な被害を受けた九州を支援するため地元の大分および日本赤十字社に2000万円を寄付した。
2021年1月1日、YouTubeチャンネル「さしはらちゃんねる」を開設した。
2022年3月29日、プロデュースしたアイドルグループ「≒JOY」がお披露目された。

## 人物
- 愛称は、「さっしー」や柏木由紀が付けた「さしこ」である[注釈 9]。出身中学校は大分市立王子中学校[84]。
- 卒業後も「元AKB48・HKT48」という肩書を上手に生かしていきたいと考えている[85]。基本的に真っ向勝負はせず[注釈 10]、戦わなければ負けないを信条とし、勝つことよりも負けないことを念頭に置いている[86]。
- 2021年のAKB48グループ卒業・脱退メンバーのタレントパワーランキングで1位を獲得した[87]。一方、タレントを続けることに執着はない[88]。
- AKB48グループ卒業後は歌手活動をしないことを明言しており[89][90]、またNHKの『連続テレビ小説』への出演には消極的な姿勢である[91]。

### 家族・人間関係など
- 家族は、両親と5歳上の兄で、2人兄妹[92]。父親には幼少期に何回も河川敷に連れていかれた[93]。母親のことを慕っており、富豪買いでプレゼントしたことがある[94]。兄は学校の先生である[95]。猫が好きで、2匹の猫を飼っており[96]、実家にも猫がいる。2022年にはYouTubeで最も視聴された猫のもちまるとコラボした[96]。
- フワちゃんと親友であるが、考え方が真逆なこともある[97]。2人でハワイに行ったり、大学祭を訪問したりしている[98][99]。
- 大家志津香（福岡県出身）、北原里英（愛知県出身）、中西優香（愛知県出身）、冨田麻友（元AKB48研究生、香川県出身）とは、上京してから約1か月間共に生活した間柄[100]。指原を含めたこの5人、特に冨田を除いた2011年時点において芸能活動を行っていた4人を「旧地方組」[101]、また指原、大家、北原に小森美果（愛知県出身）と横山由依（京都府出身）を加えた5人を「地方組」と呼んでいた[102]。
- 峯岸みなみ、柏木由紀とは親交が深く、「サンコン（会）」[注釈 11]と称して度々会食や女子旅を行っている[103][104]。2017年に開催された『AKB48グループ ユニットじゃんけん大会2017〜絆は拳から生まれる!〜』では3人ユニット枠に「サンコン」として参加した[105][注釈 12]。
- 指原は乃木坂46では秋元真夏を推しメンとして挙げている[107]。秋元にとって指原は大先輩で、絶対に追いつけない存在だという[108]。
- 秋元康は、2012年1月2日の『新春TV放談2012』（NHK総合）で「指原莉乃推し」と語った[109][110][111]。秋元が前田敦子の卒業後に継ぐ人材を探していたところ、指原が『道端にネギが落ちてた』というブログを書いているのを発見し、面白いと思った[112]。秋元は「オレは指原に騙された」というエピソードが好きで、そのエピソードは指原がAKB48研究生時代に遊んでいるという噂があり、秋元は指原を信じて噂を否定したがその後週刊文春で記事にされたというものである[113]。
- サザンオールスターズの桑田佳祐に気に入られていて、『ミュージックステーション』で共演した際の印象を「指原さんはわざわざ控え室まで丁寧に挨拶きてくれてほんとうに礼儀正しい」と自身のラジオ番組で高く評価している[114]。同番組で2016年のAKB48選抜総選挙について語った際には「俺も一票を入れましたから」とコメントし、CDを買ったかなどの真偽は明かさなかったがスタジオを笑いに包んだ[115][116][117]。
- 元SKE48の矢方美紀は中学校の同級生であり[118]、同じく元SKE48の小野晴香は中学校の先輩で兄の同級生である[119]。Snow Manの渡辺翔太は高校の同級生である[120]。
- コミュニケーションの方法としては「2ちゃんねる的引きこもり思考[注釈 13]」と「常識的太鼓持ち思考」を兼ね合わせている[122]。全員に好かれないのは当たり前で[注釈 14]、本気で信じられる人を信じればいいと思っている[注釈 15][125]。他人や自分と戦うことを好まず、目標を決めないで積み上げてきたものを見て楽しく生きるのが大切としている[注釈 16][126]。
- 年上の人には下から接すればよく、年下の人には多少上から接してもよいと考えているが、同年の人には振る舞いの基準がなくコミュニケーションが難しいと考えている[注釈 17][128]。すごく偉い人は心が広いためフランクに接し、ちょっと偉い人は無礼に敏感なため丁寧に接することを心掛けている[129]。

### 趣味嗜好・特技
- 趣味はヘッドフォン、イヤフォン集め[130]。2010年に一時期、恋愛シミュレーションゲーム『ラブプラス』に熱中していた[131]。「おでん好きアイドル」や「カップめんアイドル」として雑誌で取り上げられたことがある[132]。
- 小学校1年のころに『ASAYAN』でモーニング娘。を知り好きになったことをきっかけに、女性アイドルに傾倒する[133]。モーニング娘。は憧れの存在であり、特に亀井絵里の大ファンだった[134]。気に入っているメンバーがやめた後、興味が薄れてファンから一旦離れたため、しばらく知っているメンバーが道重さゆみしかいない状態になったが、それにより「むしろ1周回って、新しくなりすぎて、また興味がわいてきた」という[135]。ほかにハロー!プロジェクトのメンバーでは、モーニング娘。の佐藤優樹[136]とBerryz工房の熊井友理奈と℃-uteの萩原舞[137]を推しメンとして挙げている。なお自身も過去にハロー!プロジェクトのオーディションに応募したが、書類審査で落選した[138]。
- 母親が大分トリニータが大好きだったため、小学生のころは毎回ホームゲームを見に行っていた[139]。2010年に自身のニックネームに掛けて背番号34番のトリニータのレプリカユニフォームをレッスン着として着用した[140]。2021年には昭和電工ドーム大分でのキックインセレモニーで自身のニックネームに掛けて背番号345番のトリニータのユニフォームを着用した[141][142]。
- 好きな男性のタイプはインパルスの板倉俊之[143]、山﨑賢人[144]、福士蒼汰[144]。好きな男性のタイプは適当に答えるところがあるが、ヒモ、お酒を飲みに行かない人、家にずっといる人などを挙げている[145]。初恋の相手は三宅健[146]。苦手な男性のタイプは服好きな人[147]。
- トロンボーンを演奏することができる[148]。トロンボーンは中学校の吹奏楽部で初めて習い、中学校2年の夏に吹奏楽の県大会でトロンボーン班として金賞を受賞し、顧問からは一人一人の技術の向上と仲間意識の大切さを特に強く教わったという[133]。2015年にはHKT48の全国ツアーでトロンボーンでのソロ演奏を披露した[149]。
- 英語は得意な一方で数学は苦手[150]。2022年時点では海外旅行に行った際に誰とも英語で会話できない状態であり英語の勉強をしたいと語った[151]。
- 他人からよく客観視しているといわれ、これについて指原は客観視できないと痛い人になると述べている[152]。

### AKB48
- キャッチフレーズは「あなたのハートを指しちゃうぞ。さっしーこと指原莉乃です」。自己紹介は『AKB48 チームB 4th Stage「アイドルの夜明け」』公演では「私の性格って、白いですか? それとも黒いですか? 私の性格は限りなく白に近い灰色。大分県出身、指原莉乃です」、『AKB48 チームA 6th Stage「目撃者」』公演では「勢いだけはある女 あなたの心の指原クオリティー 覚醒! 大分県出身 指原莉乃です!」、2011年10月26日の夜公演からは「さしこのクセにがいつのまにかクセになる〜!! 大分県出身 指原莉乃です」である。
- 選抜曲の振りなどはDVDなどを見ながら覚える。そのままだと左右反転して覚えてしまうため、振りは絵に描き起こし、それも見ながら覚える。また、立ち位置などはプリントアウトした歌詞に書いて覚えている[133]。「RIVER」や「ポニーテールとシュシュ」はどのポジションでも入れるようにするために全ポジションをこなせ、他の曲の直前の代役でもしっかり覚えてくるためスタッフからの信頼が厚かった[153][154]。
- アイドルは話題がないことが一番怖く、賛否両論あることで人気が膨らんでいくと考えている[155]。できる限り話題を投下し、たとえ炎上したとしても2ちゃんねるを見ていたことによりコントロールできる自信がある[155]。
- キャプテンの高橋みなみが不在の際のチームA公演では、まとめ役を任されていた[133]。高橋は指原について「求めることに応えてくれる。良い意味で裏切ってくれる。このあんばい、さじ加減がさっしーは最強なんだと思う」と分析した[156]。
- 選抜総選挙では第1回からランクインし第5回で1位になるまで毎回順位を上げ続け、第6回では唯一順位を下げたが[注釈 18]、その後3連覇した[157]。投票には平均して1票1,000円程度かかるとされ、2017年には過去最多得票である24万6376票を獲得し、2億4000万円超のお金が投入された[158]。
- 2010年当時、AKB48のセンターになる野望を持っていたが、秋元康からはおしゃべりであることからアイドル向きじゃないと言われ、放送作家への転向を勧められていた[159][160]。その後2013年に第5回AKB48選抜総選挙で1位となり「私がセンターになったらAKBは壊れるとか言われていますが、絶対にAKB48を壊しません。センターとして頑張ります。」と語った[161]。2021年に秋元康から「私のどこがダメでセンターになれないんですか?」と聞かれたらどう答えると質問されると、指原は「まず2日既読無視します。すぐにパッと送るような文章じゃ納得できないと思うんです」とし、「自分で自分を好きになれないと、好きになってもらえるわけないから」という理由から「『私は自分の好きなところ100個あるから、100個言ってから来て』って言います」と答えた[162]。
- 戸賀崎智信が握手会の評判の高いメンバーの一人として名前を挙げている[163]。指原は握手会で否定的な言葉を投げかけるファンについては嬉しい言葉のほうが楽しいと思うとコメントした[164]。また、生理で握手会を欠席したときは思いつめてしまっていた時期もあったが、現在は生理も立派な体調不良と思っていると語った[165]。
- AKB48に入った際は、仲の良かった友人には事情を話してから上京したがAKB48に入ったことは話さなかった[153]。北原里英が言うには上京した当時の指原は人見知りで、すごいおとなしいタイプだった[166]。それから2年半、『週刊プレイボーイ』の撮影で大分を訪れるまで一度も帰郷しなかった[167]。
- 「恋するフォーチュンクッキー」を世界で一番大切な曲としている[168][注釈 19]。2021年3月16日放送の『超無敵クラス』（日本テレビ系列）で10代の懐メロランキングが第5位まで発表され、第2位が「ヘビーローテーション」、第4位が「恋するフォーチュンクッキー」であったことに対して、自ら歌ったAKB48の楽曲が若者の間ではすでに懐メロ扱いされていることにショックを受けていた[170]。

### HKT48
- 矢吹奈子、田中美久に対しては、衣装で着用しているケーキ型のイヤリングを口に含んだり、挨拶がわりに頬を触る。ステージ上でも同様の行為をする時があるため、矢吹は「（指原の）されるがまま」になっていると述べた[171]。また矢吹、田中に対して「さしこちゃん」と呼ぶように指示した。
- HKT48卒業コンサートが令和に改元直前の2019年4月28日に決定した際には「平成のギリギリまで、元号が変わるまで一生懸命アイドルとして頑張りたいなと思っています」とコメントした[172]。横浜スタジアムでのHKT48卒業コンサートではHKT48メンバーをメインとした演出がなされ、また、松本人志、AKB48グループの卒業生、姉妹グループのメンバーが登場し、楽曲は「ジワるDAYS」、「恋するフォーチュンクッキー」、「桜、みんなで食べた」などを披露した[173][174]。
- 宮脇咲良は自身のHKT48卒業発表に際して、指原から手紙を受け取り、指原に対し「本当に全部救ってもらっているんですよね。そばで見ていて気づいてくれて、ステキな言葉で守ってくれる」と感謝した[175]。

### 作詞家・アイドルプロデューサー
- 作詞家デビューは2012年で、自身のソロ2ndシングル『意気地なしマスカレード』（「指原莉乃 with アンリレ」名義）に収録されたカップリング曲の「遠い街へ」と「ifの妄想」が最初である[176]。作風については、定型ではなく、歌い手のカラーや状況に応じて変化させている印象があるという[177]。楽曲の作詞は基本的にカフェで行う[178]。指原は自身について、作詞能力というより、いい曲見つけるのが上手いと語っている[179]。秋元康は指原の作詞について「指原の作詞能力は相当あるよね」「ピックアップする言葉がいい」と語っている[178]。
- アイドルプロデューサーとして大事にしていることは、いい人を育てることで、相手への感謝や人に対する気持ちのあり方を重視し、注意されたときもその意味を本当に理解できているかなどを見ている[180]。自身の強みについては、客観視できることで、「自分の映り方を想像する力がある」と話している[180]。アイドルをよく知っているがゆえに、グループのメンバーに対して「どうしても厳しくなってしまいますね」と語り、メンバーから意見などのメールが届くと、「私の方が考えてるから」「ちゃんと1から100まで説明します」という理由から長文で返信することがあると明かした[178]。
- プロデュースの原則として「同じ土俵でなく得意分野で戦う[注釈 20]」「ファン目線で考える[注釈 21]」「話題を仕掛けて全国へ広げる[注釈 22]」「エースを作り、打順を回す[注釈 23]」の4つを挙げている[185]。

### カラコンとコスメのプロデュース
- 「TOPARDS」（トパーズ）の名でカラコンをプロデュースしており、2022年2月期には日本マーケティングリサーチ機構の調査でカラコン支持率No.1ブランドに選ばれている[186]。SNSをフル活用したマーケティング手法で、2019年5月発売の商品は、5万箱が新商品のヒットと言われるカラコン業界において50万箱を売り上げた[187]。
- 「Ririmew」（リリミュウ）の名でコスメもプロデュースしており、2021年4月の発売から1年弱で約11.5億円、累計68万個を売り上げた[188]。日本トレンドリサーチの調査でメイクを参考にしている有名人の4位に選ばれた[189]。
- 洋服のプロデュースには興味がない[88]。

## AKB48・HKT48・STU48での参加楽曲

### シングル
AKB48
- 大声ダイヤモンド（2008年10月22日）EAN 4988003362768
- 10年桜（2009年3月4日）EAN 4988003366537
- 涙サプライズ!（2009年6月24日）EAN 4988003371166
- 言い訳Maybe（2009年8月26日）に収録された
  - 飛べないアゲハチョウ - 「アンダーガールズ」名義 EAN 4988003375010
- RIVER（2009年10月21日）に収録された
  - 君のことが好きだから - 「アンダーガールズ」名義 EAN 4988003377038
- 桜の栞（2010年2月17日）に収録された
  - Choose me! - 「チームYJ」名義 EAN 4988003382438
- ポニーテールとシュシュ（2010年5月26日）に収録された
  - 盗まれた唇 - 「アンダーガールズ」名義
  - マジジョテッペンブルース - Type-Bのみに収録
- ヘビーローテーション（2010年8月18日）EAN 4988003388379
  - ラッキーセブン - Type-Bにのみ収録
  - 野菜シスターズ - 「野菜シスターズ」名義
- Beginner（2010年10月27日）EAN 4988003394899
- チャンスの順番（2010年12月8日）に収録された
  - 予約したクリスマス EAN 4988003396855
  - 胡桃とダイアローグ - 「チームA」名義 EAN 4988003396831
- 桜の木になろう（2011年2月16日）EAN 4988003399160
- 誰かのために -What can I do for someone?-（2011年4月1日）配信限定曲
- Everyday、カチューシャ（2011年5月25日）EAN 4988003405670
  - これからWonderland
  - ヤンキーソウル
- フライングゲット（2011年8月24日）
  - 青春と気づかないまま - Type-Aにのみ収録
  - 野菜占い - 「野菜シスターズ2011」名義 劇場版のみに収録
- 風は吹いている （2011年10月26日）
- 上からマリコ（2011年12月7日）に収録された
  - ノエルの夜
  - 隣人は傷つかない - 「チームA」名義 Type-Aのみに収録
- GIVE ME FIVE!（2012年2月15日）EAN 4988003417369
  - スイート&ビター - 「セレクション6」名義
- 真夏のSounds good !（2012年5月23日）
  - ちょうだい、ダーリン
- ギンガムチェック（2012年8月29日）EAN 4988003426811
- UZA（2012年10月31日）EAN 4988003428655
- 永遠プレッシャー（2012年12月5日）に収録された
  - 初恋バタフライ - 「HKT48」名義 Type-Cにのみ収録 EAN 4988003429744
- So long !（2013年2月20日）EAN 4988003432171
- さよならクロール（2013年5月22日）EAN 4988003437787
  - ハステとワステ - 「BKA48」名義 EAN 4988003437800
- 恋するフォーチュンクッキー（2013年8月21日）EAN 4988003441579
  - 最後のドア EAN 4988003441593
  - 涙のせいじゃない EAN 4988003441593
- ハート・エレキ（2013年10月30日）EAN 4988003443726
- 鈴懸の木の道で「君の微笑みを夢に見る」と言ってしまったら僕たちの関係はどう変わってしまうのか、僕なりに何日か考えた上でのやや気恥ずかしい結論のようなもの（2013年12月11日）に収録された
  - Mosh & Dive EAN 4988003445171
  - ウインクは3回 - 「HKT48」名義 EAN 4988003445201
- 前しか向かねえ（2014年2月26日）EAN 4988003450113
- ラブラドール・レトリバー（2014年5月21日）EAN 4988003453015
  - 今日までのメロディー
- 心のプラカード（2014年8月27日）EAN 4988003454500
- 希望的リフレイン（2014年11月26日）EAN 4988003460815
- Green Flash（2015年3月4日）EAN 4988003465957
  - マジすかFight
  - 履物と傘の物語 EAN 4988003466015
  - 大人列車 - 「HKT48」名義 EAN 4988003465988
- 僕たちは戦わない（2015年5月20日）EAN 4988003467869
  - 君の第二章 EAN 4988003467890
- ハロウィン・ナイト（2015年8月26日）
  - 一歩目音頭
- 唇にBe My Baby（2015年12月9日）
  - 365日の紙飛行機
  - 背中言葉
- 君はメロディー（2016年3月9日）
  - 混ざり合うもの - 「乃木坂AKB」名義
  - Make noise - 「HKT48」名義
- 翼はいらない（2016年6月1日）
- LOVE TRIP/しあわせを分けなさい（2016年8月31日）
  - 光と影の日々
- ハイテンション（2016年11月16日）
- シュートサイン（2017年3月15日） EAN 4988003500665
  - 止まらない観覧車 - 「HKT48」名義
- 願いごとの持ち腐れ（2017年5月31日）
  - イマパラ
  - 瀬戸内の声 - 「STU48」名義
- #好きなんだ（2017年8月30日）
- 11月のアンクレット（2017年11月22日）
- ジャーバージャ（2018年3月14日）
  - ぶっ倒れるまで - 「HKT48」名義
- Teacher Teacher（2018年5月30日）
  - 君は僕の風 - 「AKB48グループ センター試験選抜」名義
- NO WAY MAN（2018年11月28日）
- ジワるDAYS（2019年3月13日）
  - 必然性 - 「IZ4648」名義
  - 私だってアイドル!（ソロ曲、卒業ソング[190]）
- Oh my pumpkin!（2025年8月13日、卒業生として参加）

HKT48
- スキ!スキ!スキップ!（2013年3月20日）EAN 4988005747150
  - お願いヴァレンティヌ
  - 今がイチバン - 「うまくち姫」名義 EAN 4988005747167
  - 制服のバンビ EAN 4988005747174
- メロンジュース（2013年9月4日）EAN 4988005779595
  - 泥のメトロノーム - 「うまくち姫」名義 EAN 4988005779601
  - 波音のオルゴール EAN 4988005779618
- 桜、みんなで食べた（2014年3月12日）EAN 4988005814586
  - 君はどうして?
  - 既読スルー - 「Team H」名義
  - 君のことが好きやけん EAN 4988005814616
- 控えめI love you !（2014年9月24日）EAN 4988005837837
  - 今 君を想う
  - アイドルの王者 - 「Team H」名義
- 12秒（2015年4月22日）EAN 4988005877222
  - ロックだよ、人生は…
  - カメレオン女子高生 - 「Team H」名義 EAN 4988005877239
- しぇからしか!（2015年11月25日） - 「HKT48 feat.氣志團」名義 EAN 4988031129203
  - 黄昏のタンデム
  - Buddy - 「Team H」名義
- 74億分の1の君へ（2016年4月13日）EAN 4988031148914
  - Chain of love
- 最高かよ（2016年9月7日）EAN 4988031177365
  - 夢ひとつ - 「穴井千尋と仲間たち」名義
  - 夜空の月を飲み込もう - 「HKT48 Team H」名義 EAN 4988031177372
- バグっていいじゃん(2017年2月15日)
  - 必然的恋人
  - HKT48ファミリー
- キスは待つしかないのでしょうか?（2017年8月2日）
- 早送りカレンダー（2018年5月2日）
  - 季節のせいにしたくはない
- 意志（2019年4月10日）
  - 誰より手を振ろう
  - いつだってそばにいる

### アルバム
AKB48
- 『神曲たち』（2010年4月7日） EAN 4988003385347
  - 君と虹と太陽と
- 『ここにいたこと』（2011年6月8日）
  - 少女たちよ
  - Overtake 「チームA」名義
  - 風の行方
  - ここにいたこと
- 『1830m』（2012年8月15日）EAN 4907770079068
  - ファースト・ラビット
  - 恋愛総選挙 「YM7」名義
  - アボガドじゃね〜し…
  - 行ってらっしゃい
  - 青空よ 寂しくないか?
- 『次の足跡』（2014年1月22日）EAN 4988003447984
  - After rain
  - ボーイハントの方法 教えます
- 『ここがロドスだ、ここで跳べ!』（2015年1月21日）
  - 切ないリプライ （ソロ曲） EAN 4988003463168
  - 愛の存在 EAN 4988003463151
- 『0と1の間』（2015年11月18日）
  - やさしくありたい EAN 4988003478292
- 『サムネイル』（2017年1月25日）
  - Get you ! 「サシニング娘。」名義
- 『僕たちは、あの日の夜明けを知っている』（2018年1月24日）
  - 靴紐の結び方
  - 恋愛無間地獄

HKT48
- 『092』（2017年12月27日）
  - 人差し指の銃弾
  - 2018年の橋

### その他の参加楽曲
- 離れていても - 「AKB48」名義、HKT48卒業後に参加。

### 劇場公演ユニット曲
チームB 3rd Stage「パジャマドライブ」
- 純情主義
- 鏡の中のジャンヌ・ダルク 

チームK 4th Stage「最終ベルが鳴る」
チームA 4th Stage「ただいま恋愛中」リバイバル公演
- Faint

研究生「ただいま恋愛中」公演
- Faint

チームB 4th Stage「アイドルの夜明け」
- 愛しきナターシャ

チーム研究生「アイドルの夜明け」公演
- 残念少女
- 愛しきナターシャ

THEATRE G-ROSSO「夢を死なせるわけにいかない」公演
- Confession

チームA 6th Stage「目撃者」
- 炎上路線
- サボテンとゴールドラッシュ

チームH 1st Stage「手をつなぎながら」
- Glory days
- この胸のバーコード

チームH 「博多レジェンド」公演
- 制服レジスタンス
- 制服のバンビ

ひまわり組「パジャマドライブ」公演
- 鏡の中のジャンヌ・ダルク

チームH 2nd Stage「青春ガールズ」
- Blue rose
- ふしだらな夏

チームH 3rd Stage「最終ベルが鳴る」
- おしべとめしべと夜の蝶々

## 作品

### シングル
|                   | リリース日        | タイトル               | 最高 週間 順位    | 販売形態          | レコードNo:                                         | 形態                                  | 備考                        |
| avex traxレーベル | avex traxレーベル | avex traxレーベル      | avex traxレーベル | avex traxレーベル | avex traxレーベル                                   | avex traxレーベル                     | avex traxレーベル           |
| ----------------- | ----------------- | ---------------------- | ----------------- | ----------------- | --------------------------------------------------- | ------------------------------------- | --------------------------- |
| 1                 | 2012年5月2日      | それでも好きだよ       | 2位               | CD+DVD CD         | AVCD-48401/B AVCD-48402/B AVCD-48403/B AVC1-48404/B | 通常盤A 通常盤B 通常盤C 劇場盤        | オリコン集計対象外          |
| 2                 | 2012年10月17日    | 意気地なしマスカレード | 1位               | CD+DVD CD         | AVCD-48549/B AVCD-48550/B AVCD-48551/B AVC1-48552   | Type A Type B Type C Type D（劇場盤） | 指原莉乃 with アンリレ 名義 |

### 映像作品
| # | リリース日     | タイトル                                      | レーベル | 規格品番  | 販売形態            |
| - | -------------- | --------------------------------------------- | -------- | --------- | ------------------- |
| 1 | 2018年10月19日 | 指原莉乃 ソロコンサート〜アイドルとは何か?〜  | AKS      | HKT-D0035 | DVD                 |
| 1 | 2018年10月19日 | 指原莉乃 ソロコンサート〜アイドルとは何か?〜  | AKS      | HKT-D0036 | Blu-ray             |
| 2 | 2019年8月7日   | 指原莉乃 卒業コンサート〜さよなら、指原莉乃〜 | AKS      | HKT-D0042 | SPECIAL DVD BOX     |
| 2 | 2019年8月7日   | 指原莉乃 卒業コンサート〜さよなら、指原莉乃〜 | AKS      | HKT-D0043 | SPECIAL Blu-ray BOX |
| 2 | 2019年8月7日   | 指原莉乃 卒業コンサート〜さよなら、指原莉乃〜 | AKS      | HKT-D0044 | DVD                 |

### ソロ楽曲
- 切ないリプライ（作詞：秋元康、作曲：吉田敬子、編曲：佐々木裕）
- 私だってアイドル!（作詞：秋元康、作編曲：徳田光希）

### 参加作品
- 内田裕也「シェキナベイベー」（2014年6月11日）
  - シェキナベイベー（内田裕也 feat.指原莉乃 名義）
- Thinking Dogs「世界は終わらない」（2015年6月24日）
  - あと100マイル（コーラスとして参加）
- 木梨憲武「木梨ミュージックコネクション最終章 〜御年60周年記念盤〜」（2022年6月1日）
  - スキャンダルナイト feat. 指原莉乃

### タイアップ
| 楽曲                   | タイアップ                                                                                     | 収録作品                              |
| ---------------------- | ---------------------------------------------------------------------------------------------- | ------------------------------------- |
| それでも好きだよ       | 日本テレビドラマ:『ミューズの鏡』主題歌                                                        | 1stシングル「それでも好きだよ」       |
| 意気地なしマスカレード | 映画：『劇場版 ミューズの鏡〜マイプリティドール〜』主題歌 常盤薬品工業「なめらか本舗」CMソング | 2ndシングル「意気地なしマスカレード」 |

### 楽曲提供
- 「夏めきペイン」（蓮ノ空女学院スクールアイドルクラブ、2023年9月20日） - 作詞[192]

### イベント（作品）
- 指原莉乃プロデュース 第一回ゆび祭り〜アイドル臨時総会〜（2012年6月25日、日本武道館）[38]
  - 出演：渡り廊下走り隊7、アイドリング!!!、私立恵比寿中学、SUPER☆GiRLS、東京女子流、乃木坂46、ぱすぽ☆、Buono!、ももいろクローバーZ

### アイドル（プロデュース）
- 松村香織「マツムラブ!」（2013年10月20日） - 作詞、ミュージック・ビデオ
- 代々木アニメーション学院との共同プロデュース
  - =LOVE（2017年1月 - ） - プロデュース、作詞担当。
  - ≠ME（2019年2月 - ） - プロデュース、作詞担当。
  - ≒JOY（2022年3月 - ） - プロデュース、作詞担当。
- ラストアイドルファミリー
  - Someday Somewhere「この恋はトランジット」[74]（2018年4月18日） - 作詞も担当。ラストアイドル「君のAchoo!」に収録。
  - Love Cocchi「Love Docchi♡」[193]「いつかキスするその日が来ても」（2018年10月24日） - 作詞も担当。ラストアイドル「Everything will be all right」に収録。

### 映画（作品）
- 尾崎支配人が泣いた夜 DOCUMENTARY of HKT48（2016年1月29日、東宝） - 監督[194]

### CM（作品）
- ロッテ×HKT48「HKT48のおかしなクリパ」（2016年12月24日） - 監督[195]

### その他参加作品
- NHOT BOT（バーチャルアイドル、2022年4月 - ）- クリエイティブ・ディレクター[196]

## コンサート
- 指原莉乃ソロコンサート〜アイドルとは何か?〜（2018年1月18日、TOKYO DOME CITY HALL）[75]

## 出演

### バラエティ・情報番組

#### 現在の出演番組
レギュラー
- 坂上&指原のつぶれない店（2018年4月22日 - 、TBS） - MC[注釈 30][197]
- トークィーンズ（2022年4月7日 - 、フジテレビ）[注釈 31] - MC
- キッチンカー大作戦!（2023年11月26日（25日深夜） - 、テレビ朝日） - MC

#### 過去の出演番組
レギュラー
- さしこのくせに〜この番組はAKBとは全く関係ありません〜（2011年1月12日 - 9月28日、TBS） - 初の冠番組[198]
- 森田一義アワー 笑っていいとも!（水曜レギュラー：2011年10月5日 - 2012年3月28日、月曜レギュラー：2012年4月2日 - 2014年3月31日、フジテレビ）[199]
  - 笑っていいとも!増刊号（2011年10月9日 - 2014年3月30日、フジテレビ）
- ヨンパラ FUTUREゲームバトル（2011年10月9日 - 2012年3月25日、TBS）
- タマリバ（2012年7月11日 - 2013年9月26日、テレビ西日本） - 木曜レギュラー（2012年9月までは水曜）
- アサデス。KBC（2012年7月12日 - 2014年3月27日 不定期出演、九州朝日放送） - 「指原莉乃のさしごはん」担当（コーナーを編集、他県で単独番組としても放送[注釈 32]）
- 爆笑学園ナセバナ〜ル!（2012年10月9日 - 2013年2月26日、毎日放送）[200]
- そうだったのか!池上彰の学べるニュース（テレビ朝日） - 準レギュラー
- HaKaTa百貨店 → HaKaTa百貨店 2号館 → HaKaTa百貨店 3号館（2012年10月8日 - 2013年3月31日・2015年1月13日 - 2015年3月31日、日本テレビ） - バイヤー (MC)[201][202]
- HKT48のおでかけ!（2013年1月26日 - 2017年6月30日、TBS） - MC
- AKB映像センター（2013年4月22日 - 9月30日、フジテレビ） - MC
- 乃木坂46×HKT48 冠番組バトル!・HKT48トンコツ魔法少女学院（2013年7月3日 - 9月18日、日本テレビ） - 先輩魔法使い (MC)[203]
- 指原の乱（2013年10月10日 - 2014年3月27日、テレビ東京）[204]
- ○○編集社（毎月最終土曜：2013年10月26日 - 2014年3月29日、テレビ西日本）
- 恋愛総選挙（2014年4月3日 - 9月25日、フジテレビ） - MC[205]
- UTAGE!（2014年4月21日 - 2015年9月29日 不定期出演、TBS）
- ※AKB調べ（2014年10月16日 - 2015年3月26日、フジテレビ） - MC[206]
- 僕らが考える夜（2015年4月16日 - 9月17日、フジテレビ） - MC[207]
- 指原カイワイズ（2015年10月15日 - 2016年9月15日、フジテレビ） - MC[208]
- Momm!!（2015年10月19日 - 2016年9月12日・2017年5月1日 - 9月18日、ゲストとして不定期出演。2016年10月17日 - 2017年3月27日、サポーターとしてレギュラー出演。TBS）
- この差って何ですか?（2015年 - 2021年3月2日、TBS） - 準レギュラー[209]
- 優しい人なら解ける クイズやさしいね（フジテレビ） - 準レギュラー
- HKT48 vs NGT48 さしきた合戦（2016年1月12日 - 3月29日、日本テレビ） - MC[210]
- 有吉反省会（2016年4月2日 - 2021年9月25日、日本テレビ） - 反省見届け人・準レギュラー
- さしこく〜サシで告白する勇気をあなたに〜（2016年10月13日 - 2017年3月16日、フジテレビ） - MC[211]
- HKT48の離島へGO!（2017年1月7日 - 3月25日、フジテレビ）[212]
- こんなところにあるあるが。土曜♥あるある晩餐会（2017年4月15日 - 9月16日、テレビ朝日） - MC[213]
- 真夜中（2017年4月17日 - 9月18日・2018年6月4日 - 11日、フジテレビ） - MC[214]
- この指と〜まれ!（2017年5月6日 - 9月16日・2018年1月1日・4月29日 - 8月26日・2019年1月1日・5月27日 - 8月26日・2020年9月25日・10月19日、フジテレビ） - MC[215]
- テンション上がる会?〜地球のことで熱くなれ!〜（2017年10月22日 - 2018年3月4日、テレビ朝日） - MC
- ラストアイドル（2018年1月14日 - 4月1日、テレビ朝日） - season2[74]
- 弁護士といっしょです（2018年4月22日 - 9月30日、テレビ朝日） - MC
- HKTBINGO!（2018年7月17日 - 9月25日、日本テレビ） - MC兼プレーヤー
- ピンポイント業界史（2018年10月7日 - 2019年3月31日、テレビ朝日） - MC[216]
- さっしーのe部屋（2019年4月1日 - 12月30日、フジテレビ） - MC[217]
- いまだにファンです! → すじがねファンです! → ひかくてきファンです!（2019年4月7日 - 2020年9月24日、テレビ朝日） - MC
- 噂の現場急行バラエティー レディース有吉（2019年4月9日 - 9月17日、関西テレビ） - 準レギュラー
- ザ・ノンフィクション ナレーション
  - 「東大生の僕が手に入れたもの」（2020年8月9日）
- バカサシ〜バカなものサシ〜（2021年3月7日 - 21日、朝日放送テレビ） - MC[注釈 33][218]
- 日本人の3割しか知らないこと くりぃむしちゅーのハナタカ!優越館（テレビ朝日） - 不定期出演
- ガッテン!（2016年4月 - 2022年2月 、NHK総合テレビジョン） - 準レギュラー
- 徳井と後藤と麗しのSHELLYと芳しの指原が今夜くらべてみました（2016年2月9日 -  2022年3月16日、日本テレビ） - MC[注釈 34][219]
- 痛快TV スカッとジャパン（2014年10月20日 - 2022年3月21日、フジテレビ） - 不定期出演
- 100%!アピールちゃん（2021年10月11日 - 2022年8月22日、MBSテレビ）- MC[注釈 35]
- 月曜の蛙、大海を知る。（2022年10月24日 - 2023年3月13日、MBSテレビ） - MC[注釈 35]
- 推しといつまでも（2023年4月17日 - 9月4日、MBSテレビ） - MC[注釈 35]
- ヒロミ・指原の“恋のお世話始めました”（2020年10月30日 - 2023年9月29日、テレビ朝日） - MC[注釈 36][220]
- ゼロイチ（2021年4月3日 - 2023年9月30日、日本テレビ） - MC[221]
- ワイドナショー（2014年4月13日 - 2020年12月20日・2023年12月29日、フジテレビ） - 準レギュラー[222]
- 超無敵クラス（2021年10月5日 - 2025年3月30日、日本テレビ）[注釈 37] - MC[注釈 38]

特別番組
- THE MANZAI（2013年 - 2014年、フジテレビ） - スペシャルサポーター
- 指原ペディア → さし旅（2015年8月19日 - 2020年12月8日、NHK総合） - MC
- FNS27時間テレビフェスティバル!（2016年7月23日 - 24日、フジテレビ） - 実行委員
- 指原議長とアイドル国会（2016年12月23日、フジテレビ） - MC
- 愛されママGP2017〜ママたちの芸能界生き残りバトル〜（2017年2月12日、東海テレビ・フジテレビ） - MC
- ドッキリクエスチョン 〜本音頂きました〜（2017年3月30日、フジテレビ） - MC
- 若林&指原のいま部屋探してます（2018年1月3日・7月14日、フジテレビ） - MC[注釈 39]
- ゲキタイレンジャー（2018年2月11日・8月10日、フジテレビ） - MC[注釈 40]
- エイキョーさん〜芸能人の影響で人生変わっちゃいました〜（2018年2月4日・9月30日（サンバリュ）、2019年1月1日、日本テレビ） - MC[注釈 41]
- 指原VS噂の20人 本気で伺います!（2018年12月27日、フジテレビ）[223] - MC
- 土曜☆ブレイク（TBS）
  - よりにもよって君が好き（2019年3月2日） - MC
  - 〜わき役にピンスポ当てたらスゴかった!〜わき役カメラ（2021年6月5日） - MC
- ゆく時代くる時代〜平成最後の日スペシャル〜（2019年4月30日 - 5月1日、NHK総合） - MC
- 人間性暴露ゲーム 輪舞曲〜RONDO〜（2019年10月12日 - 2021年12月14日、フジテレビ） - メインキャスト
- やりすぎ地球防衛軍（2019年11月3日、日本テレビ） - MC
- 生放送で満点出せるか100点カラオケ音楽祭（2020年1月11日 - 2022年1月15日、TBS） - MC
- フジバラナイトFRI「さしるり」（2020年3月21日（20日深夜））
- 元日放送有吉の冬休み直前!指原・こじはるの絶景スポットを巡る女子2人旅!（2020年12月31日、フジテレビ）
- 最高の最下位（2021年6月17日、読売テレビ・日本テレビ系列） - MC[注釈 42]
- さしフワご相談ナイト（2022年3月2日（3月1日深夜、Tナイト）、9月16日（15日深夜）、2023年5月31日（30日深夜、日曜PLUS!）、フジテレビ） - MC
- 川島＆ノブ 夢ウダ馬なし2022 さっしー参戦で有馬記念も大予想SP（2022年12月21日（20日深夜）、カンテレ）
- リベジョ 〜憎きヤバ男にテンチューくだす!〜（2024年4月14日（サンバリュ）、9月29日、日本テレビ） - MC[注釈 43]

### ネット配信
過去の出演番組
- 指原莉乃&ブラマヨの恋するサイテー男総選挙（2017年4月11日 - 2020年4月21日、AbemaSPECIAL） - MC[224]
- バチェラー・ジャパン シーズン2（2018年5月25日 - 6月29日、Amazonプライム・ビデオ） - ナビゲーター[225]
  - バチェラー・ジャパン シーズン3（2019年9月13日 - 10月25日） - ナビゲーター
  - バチェラー・ジャパン シーズン4（2021年11月25日 - 12月16日） - ナビゲーター
- ラストアイドル in AbemaTV（2018年6月3日 - 8月26日、AbemaTV GOLDch）
- 猫舌SHOWROOM（2018年6月22日 - 2019年2月22日、SHOWROOM） - オーナー
- ヒロミ・指原の“恋のお世話始めました”（2020年10月30日 - 2023年9月29日、ABEMA）[220]
- 3年C組 指原×翔太（2025年4月17日、全4回 Amazon Prime Video）[226]

### テレビドラマ
- マジすか学園シリーズ
  - マジすか学園（2010年1月9日 - 3月27日、テレビ東京） - ヲタ 役
  - マジすか学園2（2011年4月16日 - 7月2日、テレビ東京） - ヲタ 役
  - マジすか学園4 第1話（2015年1月20日、日本テレビ） - スキャンダル 役
  - マジすか学園0 木更津乱闘編（2015年11月29日、日本テレビ） - アゲマン 役[227]
  - キャバすか学園 第8話（2016年12月25日、日本テレビ） - スキャンダル 役[228]
- Dr.伊良部一郎 第7話（2011年3月20日、テレビ朝日） - 指原莉乃 役
- ミューズの鏡（2012年1月15日 - 6月24日、日本テレビ） - 主演・向田マキ 役[229][230]
- 福岡恋愛白書7 〜ふたつのLove Story〜[231]（2012年3月24日、九州朝日放送） - 主演・香織 役
- コドモ警察 第6話（2012年5月25日、MBS） - 槇原莉乃 役[232]
- メグたんって魔法つかえるの? 第6話（2012年8月12日、日本テレビ） - 向田マキ 役
- 勇者ヨシヒコと悪霊の鍵 第9話（2012年12月8日、テレビ東京） - エリザ 役 ※友情出演
- ほんとにあった怖い話 夏の特別編2013「蠢く人形」（2013年8月17日、フジテレビ） - 主演・園田里菜 役
- 天魔さんがゆく 第5話（2013年8月27日、TBS） - 押水美代子 役[233]
- 恋仲 最終話（2015年9月14日、フジテレビ） - 通行人 役[234]
- AKBホラーナイト アドレナリンの夜 第31話「もう一人の面会人」（2016年1月28日、テレビ朝日） - 主演・さやか 役[235][236]
- AKBラブナイト 恋工場 第19話「ヒモのイタリアン」（2016年6月30日、テレビ朝日） - 主演・明子 役[237]

### テレビアニメ
- サザエさん（FNS27時間テレビ）（2012年7月22日、フジテレビ） - OLさしこ（海水浴客）役

### ラジオ
- AKB48の全力で聴かなきゃダメじゃん!!（2008年12月3日 - 2010年6月29日、スターデジオ）
- AKB48 今夜は帰らない…（2009年10月26日・11月2日・2010年8月23日 - 2011年4月25日、中部日本放送〈現：CBCラジオ〉）
- LOTTE クレイジーガム放送局 presents 支配人 指原莉乃とHKT48 甘噛みフライデー（2014年1月17日 - 3月28日、TOKYO FM）
- 渋谷のさしこ（2016年4月17日 - 2021年3月28日、渋谷のラジオ）
- 〜博多に生まれ 90年のありがとう〜明月堂 特別企画 ラジオドラマ「博多っ子純情」（2019年3月4日 - 5月31日、KBCラジオ）

### 映画
- 劇場版 ミューズの鏡〜マイプリティドール〜（2012年9月29日、松竹） - 主演・向田マキ 役[238]
- コドモ警察（2013年3月20日、東宝） - 槇原莉乃 役[239]
- 俺はまだ本気出してないだけ（2013年6月15日、松竹） - 宇波綾 役[240]
- 薔薇色のブー子（2014年5月30日、東宝） - 主演・幸子 役[55]

### 劇場アニメ
- イースターラビットのキャンディ工場（2011年8月19日日本公開） - ピンク・ベレー 役（吹き替え）[241]
- クレヨンしんちゃん オラの引越し物語 サボテン大襲撃（2015年4月18日公開、東宝） - スマホ 役[242]
- ONE PIECE STAMPEDE（2019年8月9日公開、東映） - アン 役[243]
- グッバイ、ドン・グリーズ!（2022年2月18日公開、KADOKAWA） - 鴨川真子 役[244]

### 舞台
- HKT48指原莉乃座長公演（2015年4月8日 - 23日、明治座 / 8月15日 - 31日、博多座） - キヌタ 役

### CM・広報

#### 放映中のCM
- 常盤薬品工業
  - なめらか本舗 豆乳イソフラボン（2012年10月8日 - ）
  - 「指原、美白計画はじめました。」・指原莉乃のショッピングアワー開局キャンペーン（2013年5月1日 - 7月31日）[245]
  - なめらか本舗 保湿ライン「宣伝部長就任」篇（2015年12月7日 - ）[246]
- 日本コカ・コーラ
  - からだすこやか茶W（2018年2月13日 - ）[247]
    - 「サクッとランチ2020」篇・「しっかりランチ2020」篇（2020年1月20日 - ）[248]

  - 綾鷹
    - 「わたしは、綾鷹。指原莉乃」篇（2021年4月5日 - ）[249]
- 花王
  - トイレクイックル（2012年3月15日 - ）[250]
  - ビオレさらさらパウダーシート・ビオレ冷シート（2018年2月 - ） - イメージキャラクター[251]
  - リーゼ（2019年4月29日 - ）
- ハウスメイトパートナーズ
  - 「服部さん来店の巻」篇（2017年12月16日 - ）[252][253]
  - 「服部さん内見の巻」篇（2018年1月11日 - ）[254]
  - 「服部さん真夜中も安心の巻」篇（2018年12月14日 - ）[255]
  - 「声掛け」篇（2021年12月17日 - 12月31日、2022年1月17日 - 1月31日） - 椎名桔平、中尾明慶と共演[256]
  - 「お部屋探し」篇（2021年12月17日 - 12月31日、2022年1月17日 - 1月31日、2022年2月14日 - 2月28日）[256]
  - 「会議中」篇（2022年2月14日 - 28日） - 椎名桔平、中尾明慶と共演[256]
  - 「受験生のメイト」篇（2023年1月14日 - ） - 椎名桔平、中尾明慶、長山莉々と共演[257]
  - 「就活生のメイト」篇（2024年1月12日 - ） - 椎名桔平、中尾明慶、内海誠子と共演[258]
- ほけんの窓口 指原リアルボイス（ほけんの窓口グループ）
  - 「指原、人生を想う」篇（2018年1月1日 - ）[259]
  - 「指原、友と語る」篇（2018年4月1日 - ）[260]
  - 「指原、行きつけを見つける」篇（2018年5月15日 - ）[261]
- キリンビール
  - キリン一番搾り生ビール
    - 「堤真一 指原莉乃 全然違う」篇（2020年1月20日 - ）[262]
- OPPO
  - Reno A
    - 「ティザー」篇（2019年10月11日 - ）
    - 「鏡」篇・「ペットショップ」篇・「バッティング」篇（2019年10月18日 - ）

  - Reno3 A
    - 「リノとノリ:登場」篇・「リノとノリ:進化」篇（2020年7月21日 - ）[263]

  - Reno3 5G / OPPO Find X2Pro
    - 「リノとノリ:5G」篇・「リノとノリ:気兼ねなく」篇（2020年7月31日 - ）[264]

  - Reno5 A
    - 「人は、カメラと前を向く。」本篇・「人は、カメラと前を向く。ネコ」篇・「人は、カメラと前を向く。夜景」篇・「人は、カメラと前を向く。にらめっこ」篇（2021年6月2日 - ）[265]
- 三幸製菓
  - 雪の宿「ホワミル気球」篇（2019年11月2日 - ）[266]
  - 粒より小餅「粒より小餅なぞかけ篇」（2021年2月13日 - ）[267]
- 東京電力エナジーパートナー「ガス代基本料金3ヶ月無料!」キャンペーン
  - 「2019夏 サ・サ・サ3ヶ月 新ユニット誕生」篇（2019年7月17日 - ）
- HR Force
  - 「採用トレンドフォーラム」篇（2019年11月19日- ）[268]
  - 「Recruiting Cloud」篇（2020年9月17日 - ）
- スターティアラボ Cloud CIRCUS
  - 「やってみなサーカス」篇（2020年11月14日 - ）[269]
  - MAツール「BowNow」篇・AR制作ツール「COCOAR」「LESSAR」篇・WEBサイト運用ツール「BlueMonkey」篇・電子ブック作成ツール「ActiBook」篇（2021年10月1日 - ）[270]
- ウェブシャーク Yogibo
  - 「指原莉乃 With Yogibo 背徳感」篇・「指原莉乃 With Yogibo 富豪」篇・「指原莉乃 With Yogibo 勝ち組」篇[271]
- ヤーマン「YA-MAN Beauty Learning」（2022年6月2日 - ） - コンセプトモデル[272]

#### 放映が終了したCM
- メイプルストーリー（2011年12月23日 - 、ネクソン）
- サマンサベガ（2012年 - 、サマンサタバサジャパンリミテッド）
- ウィスパー ピュアはだ「指原さんとゼロゼロカエル隊」篇（2013年11月9日 - 、プロクター・アンド・ギャンブル・ジャパン）[273]
- TOYOTOWN（トヨタ自動車）
  - 「恋する充電プリウス」篇（2014年6月17日 - ）
  - 「のび太とT-子」篇（2014年11月1日 - ）[注釈 44]
  - 「スネ夫とT子」篇（2015年8月24日 - ）[注釈 45][274]
  - 「ジャイ子とT子」篇（2015年8月24日 - ）[注釈 46][274]
- 大関
  - ワンカップ大関「しあわせのコツ」編、「アイドル」編（2014年10月1日 - ）[275]
  - ワンカップ〈オー〉「サシコロボ：演技指導」篇、「サシコロボ：お手本」篇、「サシコロボ：待っていた」篇、「サシコロボ：女子会」篇（2015年10月1日 - ）[276]
- 白戸家「滝行」篇（2014年11月8日 - 、ソフトバンクモバイル）
- 『スキャンダル 託された秘密』レンタル / リリース DVD（2014年12月） - ナレーション[277]
- お正月を写そう2015「鶴松家の新年会 シャッフルプリント」篇（2014年12月30日 - 、富士フイルム）[278]
- UNIQLO「サマーパンツ TANPAN!」篇（2015年6月1日 - 、ユニクロ）
- ロッテ ガム「ウェル噛む 登場」篇（2015年6月17日 - 、ロッテ）[279]
- ゼクシィ「今月のゼクシィ」（2016年7月22日 - 、リクルートホールディングス） - ナレーション[280]
- ポケコロ（ココネ）
  - 「20,30代女性のあなたに」篇・「ゴロゴロ ポケコロ」篇（2017年8月11日 - ）[281]
  - 「のんびりポケコロ」篇（2017年11月15日 - ）[282]
- 神の手（2018年7月9日 - 9月28日、ブランジスタゲーム） - 声の出演[283]
- 日本マクドナルド「新!新!新?レギュラー」キャンペーン（2018年10月10日 - ）[284]
- 任天堂
  - Nintendo Switch用ソフト「ポケモン ソード・シールド エキスパンションパス」（2020年11月27日 - ）[285]
- かっぱ寿司「最近かっぱがうまいらしい！」シリーズ
  - 「かっぱの大とろ110円篇 （2022年8月05日 - ）[286]
  - 「かっぱのうに&のどぐろ祭り」篇（2024年5月23日 - ）[287]
  - 「かっぱのうに&うなぎ祭」篇（2024年7月18日 - ）[288]
- 小林製薬
  - 命の母ホワイト「メイクさんトーク」篇 (2022年9月20日 - )
  - アイボンWビタミン「姉妹」篇 (2022年10月 -)

#### 広報
- 内閣府
  - 政府広報 CM NO JKビジネス篇 『NO JKビジネス』「本当に悪質。知っておいてその手口」（2019年5月 - ）
- 大分県
  - 大分県国民健康保険団体連合会 こくほヘルシートーク[289]（2012年4月 - 2013年3月、大分放送・テレビ大分・大分朝日放送）
  - 大分県警察（2019年7月29日 - ）
  - 「＃新しいおおいた」（2020年11月 - ）[290]
- 大分市
  - 透明観光大使（2014年5月28日 - 6月10日）[291]
  - 東九州道（2016年3月30日 - ）[292]

### イベント
- 大分市観光PR（2014年5月28日 - 6月10日）- 大分県内限定。大半は「透明観光大使」として声のみ出演。
- 川口市・旧鳩ヶ谷市合併1周年記念イベント「川口宿 鳩ヶ谷宿 日光御成道まつり」（2012年11月11日、川口市内） - 岩槻藩主・阿部正次の娘 役[293]
- 指原莉乃ディナーショー（2016年11月20日、グランドプリンスホテル新高輪 飛天の間）[66]
- TOKYO IDOL FESTIVAL（2017年 - 2020年）- チェアマン[294]
- BNK48 1st Album “RIVER” 2-Shot Event（2018年10月22日、ゲスト、タイ・バンコク BITECバンナー）[295]

## 受賞歴
2013年
- ベストスマイル・オブ・ザ・イヤー2013

2014年
- VOCE ベストコスメ年間グランプリ特別賞 THE BEST BEAUTY OF THE YEAR

2016年
- BEAUTY WEEK AWARD 2016 ツヤツヤロング部門賞

2017年
- 第3回クリスマスジュエリープリンセス賞 特別賞

2019年
- VOGUE JAPAN WOMEN OF THE YEAR 2019

## 書籍

### 著書
- 逆転力 〜ピンチを待て〜（講談社Mook、2014年8月11日、講談社）ISBN 978-4-06-389850-7

### 写真集
- さしこ（講談社Mook、2012年1月19日、講談社）ISBN 978-4-06-389632-9[300]
- 指原莉乃1st写真集「猫に負けた」（2013年12月26日、光文社、撮影：桑島智輝）ISBN 978-4-334-90198-1
- 指原莉乃写真集「スキャンダル中毒」（2016年3月22日、講談社、撮影：細居幸次郎）ISBN 978-4-06-389952-8

### 雑誌連載
- 週刊ヤングジャンプ（2010年8月19日 - 、集英社） - 北原里英・柏木由紀・渡辺麻友とともに『AKB48当番連載 ぐるぐる4』にて「さっしー美少女化計画!」を連載。
- SWITCH（スイッチ・パブリッシング）
  - 「うめさし」（2010年11月20日 - 2011年2月20日） - 梅佳代と共同連載。
  - 「指原リローデッド」（2012年8月20日 - 2013年8月20日）
- 月刊ヤングマガジン（2010年11月号 - 2011年8月号、講談社）
  - 「うざりの」（原作:エンドロールプロダクション、漫画：松浦まどか）
- 週刊プレイボーイ（集英社）
  - 「AKB48でもわかるニュースの言葉」（2011年5月2日 - 2013年4月15日号） - 上杉隆・峯岸みなみと共同連載。
  - 「AKB48 4コマ相関図 さしこ+」（2012年3月5日 - ）作画：田辺洋一郎 - 2016年5月より「SASHIKO + 48GROUP 4コマ劇場 よんぱち+」にタイトル変更。
- ar（2017年1月12日 - 、主婦と生活社） - 「さっしーの部屋!」[301]

### カレンダー
- B.L.T. U-17 vol.8（2008年11月6日、東京ニュース通信社）
- B.L.T. U-17 Vol.11 sizzleful girl 2009 summer（2009年8月5日、東京ニュース通信社）
- 指原莉乃 2011年カレンダー（2010年9月30日、ハゴロモ）
- 指原莉乃 2012年カレンダー（2011年11月19日、ハゴロモ）
- 指原莉乃 2012 TOKYOデートカレンダー（2011年11月29日、ハゴロモ）